# Серик
Серик (тур. Serik) — город и район в Турции в провинции Анталья.
Город Серик находится в южной части Турции, в 15 километрах от её Средиземноморского побережья, в 35 километрах восточнее Антальи.
Численность населения округа Серик составляет 101 961 человек (на 2008 год). Площадь округа равна 1334 км². Плотность населения — 76 чел/км². Население собственно города Серик — 49.027 человек (на 2007 год). Мэр города — Мехмет Хабали. Университет. Населён преимущественно потомками турецких жителей, переселённых в Анатолию с греческого острова Крит после Первой мировой войны.
Близ города, на территории древней Памфилии, находятся руины городов-колоний Аспендос и Силлон. В 22 километрах к юго-востоку от Серика, в округе Серик, расположен один из крупнейших средиземноморских курортов Турции — Белек.